# Biblidinae
Biblidinae es una subfamilia de lepidópteros de la familia Nymphalidae.

## Géneros
Contiene los siguientes géneros:
| - Antigonis Felder, 1861. - Ariadne Horsfield, 1829. - Asterope Hübner, 1819. - Batesia C. et R. Felder, 1862. - Biblis Fabricius, 1807. - Bolboneura Godman et Salvin, 1877. - Byblia Hübner, 1819. - Callicore Hübner, 1819. - Catacore Dillon, 1948. - Catonephele Hübner, 1819. - Cybdelis Boisduval, 1836. - Diaethria Billberg, 1820. - Dynamine Hübner, 1819. - Ectima Doubleday, 1848. - Epiphile Doubleday, 1844. - Eunica Hübner, 1819. - Eurytela Boisduval, 1833. - Haematera Doubleday, 1849. - Hamadryas Hübner, 1806. | - Laringa Moore, 1901. - Lucinia Hübner, 1823. - Mesotaenia Kirby, 1871. - Mesoxantha Aurivillius, 1898. - Mestra Hübner, 1825. - Myscelia Doubleday, 1844. - Neptidopsis Aurivillius, 1898. - Nessaea Hübner, 1819. - Nica Hübner, 1826. - Orophila Staudinger, 1886. - Panacea Godman et Salvin, 1883 . - Paulogramma Dillon, 1948. - Peria Kirby, 1871. - Perisama Doubleday, 1849. - Pyrrhogyra Hübner, 1819. - Sallya Hemming, 1964. - Temenis Hübner, 1819. - Vila Kirby, 1871. |